# Distorsió de la perspectiva (fotografia)
|  | Per a altres significats, vegeu «Distorsió (desambiguació)». |

En aquesta simulació, es canvia l'angle de visió i la distància de la càmera a l'objecte mentre que la imatge de l'objecte es manté al mateix lloc del quadre. En distàncies properes a l'infinit, els raigs de llum són gairebé paral·lels, donant una imatge aplanada. En distàncies menors i angles de visió majors, els objectes es veuen en escorç.

En fotografia i cinematografia, la distorsió de la perspectiva és una deformació o transformació d'un objecte i la seva àrea circumdant que difereix significativament del que semblaria l'objecte amb una distància focal normal, a causa de l'escala relativa de les característiques properes i llunyanes. La distorsió de la perspectiva està determinada per les distàncies relatives a les quals es captura i es veu la imatge, i es deu al fet que l'angle de visió de la imatge (tal com es captura) és més ample o més estret que l'angle de visió en què es veu la imatge, per tant. les distàncies relatives aparents difereixen del que s'espera. Relacionat amb aquest concepte hi ha l'ampliació axial : la profunditat percebuda dels objectes a un augment determinat.
La distorsió de perspectiva pren dues formes: distorsió d'extensió i distorsió de compressió, també anomenada distorsió gran angular i distorsió de lent llarg o teleobjectiu, quan es parla d'imatges amb la mateixa mida de camp. L'extensió o la distorsió gran angular es poden veure a les imatges capturades de prop amb una lent gran angular (amb un angle de visió més ampli que un objectiu normal). Els objectes propers a la lent semblen anormalment grans en relació als objectes més llunyans, i els objectes llunyans semblen anormalment petits i, per tant, més llunyans: les distàncies s'amplien. La compressió, la lent llarga o la distorsió del teleobjectiu es poden veure a les imatges fetes des de la distància amb una lent de focus llarg o el subtipus de teleobjectiu més comú (amb un angle de visió més estret que un objectiu normal). Els objectes llunyans semblen aproximadament la mateixa mida: els objectes més propers són anormalment petits i els objectes més llunyans són anormalment grans i, per tant, l'espectador no pot discernir distàncies relatives entre objectes llunyans; les distàncies es comprimeixen.
Cal tenir en compte que els canvis de perspectiva lineal són causats per la distància, no per la lent en si mateix: dos plans de la mateixa escena des de la mateixa distància mostraran una geometria de perspectiva idèntica, independentment de la lent utilitzada. Tanmateix, com que les lents gran angular tenen un camp de visió més ampli, generalment s'utilitzen des de més a prop, mentre que els teleobjectius tenen un camp de visió més estret i s'utilitzen generalment des de més lluny. Per exemple, si us poseu a distància de manera que una lent normal capti la cara d'algú, una fotografia amb una lent gran angular o un teleobjectiu des de la mateixa distància tindrà exactament la mateixa geometria de perspectiva lineal a la cara, tot i que la lent gran angular. pot encaixar tot el cos a la fotografia, mentre que el teleobjectiu només captura el nas. Tanmateix, els retalls d'aquestes tres imatges amb la mateixa cobertura produiran la mateixa distorsió de perspectiva: el nas tindrà el mateix aspecte en les tres. Per contra, si les tres lents s'utilitzen des de distàncies de tal manera que la cara ompli el camp, s'utilitzarà el gran angular des de més a prop, fent que el nas sigui més gran en comparació amb la resta de la foto, i el teleobjectiu s'utilitzarà des de més lluny, fent el nas és més petit en comparació amb la resta de la foto.
Fora de la fotografia, la distorsió d'extensió és familiar per a molts a través dels miralls laterals (vegeu " els objectes al retrovisor estan més a prop del que semblen ") i els miralls, encara que sovint utilitzen una lent d'ull de peix, mostrant diferents distorsions. La distorsió de compressió és més familiar en mirar a través de prismàtics o telescopis, com en els visors telescòpics, mentre que un efecte similar s'observa en la fotografia de tires de ranura fixa, en particular un acabat fotogràfic, on tota la captura és paral·lela a la captura, eliminant completament la perspectiva (un costat vista).

## Òptica
Considerant un sistema òptic gaussià idealitzat, amb la imatge i l'objecte en el mateix medi. Així, per a un objecte enfocat, la distància entre la lent i el pla de la imatge {\displaystyle s_{i}}, la distància entre la lent i l'objecte {\displaystyle s_{o}}, i la distància focal {\displaystyle f} estan relacionats per l'equació de lent prima :
{\displaystyle {\frac {1}{s_{i}}}+{\frac {1}{s_{o}}}={\frac {1}{f}}.}
La ampliació transversal {\displaystyle M} ve donada per
{\displaystyle M={\frac {s_{i}}{s_{o}}}.}
Ampliació axial {\displaystyle M_{\text{ax}}} d'un objecte a {\displaystyle s_{o}} és la velocitat de canvi de la distància lent-imatge {\displaystyle s_{i}} com la distància lent-objecte {\displaystyle s_{o}} canvis. Per a un objecte de profunditat finita, es pot concebre l'ampliació axial mitjana com la relació entre la profunditat de la imatge i la profunditat de l'objecte:
{\displaystyle M_{\text{ax}}=\left|{\frac {ds_{i}}{ds_{o}}}\right|=\left|{\frac {d}{ds_{o}}}\left({\frac {1}{f}}-{\frac {1}{s_{o}}}\right)^{-1}\right|=\left|-\left({\frac {1}{f}}-{\frac {1}{s_{o}}}\right)^{-2}s_{o}^{-2}\right|={\frac {s_{i}^{2}}{s_{o}^{2}}}=M^{2}.}
A mesura que varia l'augment, també augmenta la relació entre l'ampliació axial i transversal. Per exemple, si {\displaystyle M=2}, doncs {\displaystyle M_{\text{ax}}=4}, i la imatge serà dues vegades més alta i quatre vegades més profunda que l'objecte.

## Factors que influeixen
La distorsió de la perspectiva està influenciada per la relació entre dos factors: l'angle de visió en què la càmera capta la imatge i l'angle de visió en què es presenta o es veu la fotografia del subjecte.

### Angle de visió
Quan les fotografies es veuen a la distància de visió habitual, l'angle de visió en què es captura la imatge explica completament l'aparició de distorsió de la perspectiva. La suposició general que les fotografies "sense adreçar" no poden distorsionar una escena és incorrecta. La distorsió de la perspectiva és especialment notable en els retrats fets amb lents gran angular a distàncies curtes entre la càmera i el subjecte. Generalment donen una impressió desagradable, fent que el nas sembli massa gran respecte a la resta de la cara, i distorsionant l'expressió facial. Enquadrar el mateix subjecte de manera idèntica mentre s'utilitza un teleobjectiu moderat o un objectiu de focus llarg (amb un angle de visió estret) aplana la imatge a una perspectiva més afavoridora. És per aquest motiu que, per un 35 càmera mm, lents amb distàncies focals d'uns 85 a 135 mm es considera generalment bones lents de retrat. No obstant això, fa la diferència, si la fotografia es fa en paisatge o en retrat. A 50 La lent mm és adequada per fotografiar persones quan l'orientació és horitzontal. Per contra, l'ús de lents amb distàncies focals molt més llargues per als retrats provoca un aplanament més extrem dels trets facials, que també pot ser censurable per a l'espectador.

### Distància de visualització
Quan es veu des de certa distància, els efectes de distorsió creats per l'angle de visió de la captura són evidents. Tanmateix, teòricament, si es veuen imatges que presenten una distorsió d'extensió (gran angular) a una distància més propera, ampliant així l'angle de visió de la presentació, aleshores el fenomen disminueix. De la mateixa manera, veure imatges que presenten distorsió de compressió (teleobjectiu) des d'una distància més llarga, reduint així l'angle de visió de la presentació, redueix l'efecte. En ambdós casos, a una distància crítica, la distorsió aparent desapareix completament.

## Exemples
A sota, una sèrie de tres fotos mostra la mateixa escena presa des de la mateixa posició amb tres lents diferents: una lent gran angular, una lent normal i un teleobjectiu. Tingueu en compte que, com que les proporcions de la imatge no canvien amb l'angle de visió, si les fotos fetes amb l'objectiu gran angular i l'objectiu normal es retallessin per contenir la mateixa escena que la foto feta amb l'objectiu del teleobjectiu, el contingut de la imatge seria exactament el mateix. L'aparent diferència de proporcions resulta únicament del contingut afegit al voltant de les vores del marc a la foto normal de l'objectiu i a la foto gran angular.

"Fotos
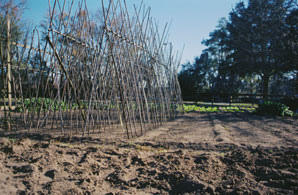
Fotos fetes amb una càmera fixa de 35 mm a una distància constant del subjecte amb un objectiu de 28 mm, un objectiu de 50 mm i un objectiu de 70 mm.
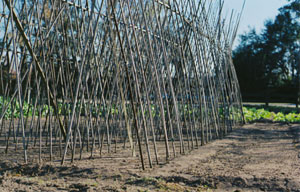
28 mm
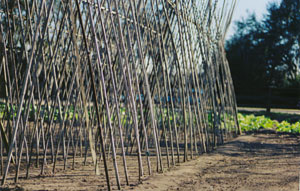
50 mm
- 70 mm

- A sota, una sèrie de quatre fotografies mostra un objecte emmarcat de la forma més similar possible amb quatre lents diferents. Com a conseqüència de l'angle de vista diferent de cada lent, el fotògraf es va aproximar a l'objecte amb cada fotografia. Noti's que l'angle de vista canvia de forma significativa (compari's el fons de cada fotografia), i la distància entre objectes sembla més gran amb cada imatge successiva. En la quarta imatge, agafada amb la lent més ampla, l'edifici rere l'objecte sembla molt més llunyà que en la realitat.

Les fotografies agafades utilitzant una càmera de 35mm amb lents de 100 mm, 70 mm, 50 mm, i 28 mm, a distàncies diferents del motiu.

## Usos artístics

### Fons tècnic

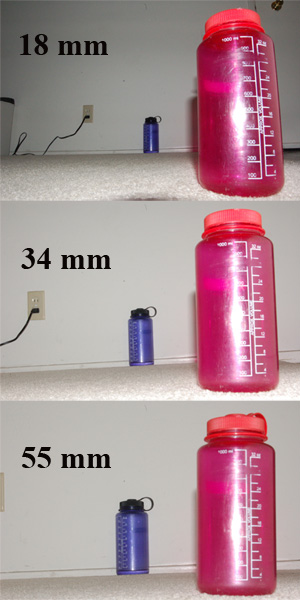
Com la distància focal afecta la perspectiva: 18mm (angular), 34mm (normal), i 55mm (teleobjectiu modest) amb la mateixa mida de camp aconseguida amb diferents distàncies entre la càmera i el motiu. Noti's que com més curta és la longitud focal i més ample és l'angle de vista, la distorsió de perspectiva i les diferències de mida canvien.

Tot i que la distorsió de perspectiva sovint resulta molesta quan no es busca, és també intencionadament utilitzada amb finalitats artístiques. La distorsió per extensió pròpia del gran angular és sovint implementada per emfatitzar algun element de l'escena fent-lo semblar més gran i separat en l'espai respecte als altres elements. La distorsió per compressió pròpia del teleobjectiu és sovint utilitzada per donar la sensació de distància comprimida entre objectes distants, com edificis o automòbils per tal de suggerir un sentiment de congestió. Les lents llargues magnifiquen més el subjecte, aparentment comprimint la distància i (quan s'enfoca el primer terme) entelant el fons a causa de la seva menor profunditat de camp. Les lents més amples tendeixen a magnificar la distància entre els objectes permetent més profunditat de camp.
Un altre resultat d'utilitzar una lent d'angle ample és una distorsió de perspectiva aparent més gran quan la càmera no està alineada perpendicularment al tema: les línies paral·leles convergeixen al mateix ritme que quan utilitzem una lent normal, però convergeixen més a causa del camp més ample. Per exemple, els edificis semblen estar caient enrere molt més severament quan la càmera està apuntant cap a dalt des del nivell del terra que ho estarien si fotografiéssim amb una lent normal a la mateixa distància del motiu, perquè una part més gran de l'edifici/ subjecte és visible a la imatge presa amb gran angular.
Com que les lents diferents generalment requereixen una distància diferent entre la càmera i el subjecte per preservar la mida del motiu, canviar l'angle de vista pot distorsionar la perspectiva indirectament, canviant la mida relativa aparent del subjecte i el fons. Si una mida de camp idèntica és mantinguda, el gran angular fa semblar més gran el motiu introduint diferències de mida amb les línies convergents mencionades amunt, i fa que les habitacions i els espais al voltant del tema semblin més vasts augmentant la distància entre subjecte i fons (perspectiva expandida).

### Efecte a l'estat anímic i usos famosos
L'efecte a l'estat anímic de la distorsió de perspectiva aconseguida per les lents de gran angular rectilini és que la imatge de resultant sembla grotesca i inquietant, tot i que no semblen tan irreals com un objectiu ull de peix curvilini que mostra una distorsió de tonell. L'efecte és especialment marcat com més propera la càmera és al tema, ja que la seva mida augmenta com més curta sigui la longitud focal a la mateixa mida de camp.
Un director notable que freqüentment empra lents de gran angular rectilini per tal d'aconseguir un estil de visual propi definit per la distorsió de perspectiva extrema és Terry Gilliam. També Stanley Kubrick (en Camins de Glòria, i Doctor Strangelove, entre altres) així com Orson Welles (en El Judici), Sam Peckinpah (a Els gossos de Palla), i Sidney Lumet (a El Delicte) ocasionalment han fet el mateix, encara que majoritàriament amb moderació, per seqüències o imatges aïllades, mentre Gilliam quasi mai utilitza cap lent més llarga que 14mm, el qual ha donat a les lents d'aquesta longitud focal particular el sobrenom informal "The Gilliam" entre els cineastes. Jean-Pierre Jeunet i Marc Caro, dos realitzadors francesos influïts per Gilliam, van adoptar la seva fotografia d'angular en les seves pel·lícules Delicatessen i La Ciutat dels nens perduts. El Judici d'Orson Welles és notable per haver influït fortament l'estil de Gilliam anys abans que l'expatriat americà s'unís al grup còmic Monty Python, tot i ser una característica estilística única dins l'obra de Welles.
A causa de l'efecte grotesc i inquietant propi de les lents de gran angular, les pel·lícules que fan ús de tal distorsió de perspectiva sovint poden ser col·locades dins d'unas d'aquestes dues categories: Sàtira i fantasia grotesca i surrealista, també amb un cert punt de comèdia negra (Gilliam, Jeunet & Caro o Stanley Kubrick a Doctor Strangelove) per una banda; i pel·lícules més realistes i serioses amb un cert toc de crítica social en l'altre, on les convencions socials, la societat col·lectiva, i/o les figures i els actes dels dirigents són retratades com grotesques i absurdes, i sovint també presenten característiques tiràniques amb valors conformistes que actuen d'una manera extremadament hostil i perjudial vers a individualistes i gent fora la norma (Camins de Glòria, Els gossos de Palla, El Delicte).
A l'altra banda de l'espectre de la longitud focal, Leni Riefenstahl utilitzava lents de teleobjectiu extrem per comprimir grans multituds a Triumph des Willens, mentre que el Führer Adolf Hitler era vist a través de lents normals i sovint en contrapicat per semblar alt en comparació.
En el llenguatge cinematogràfic, la distorsió de la perspectiva també té efecte en l'efecte especial de càmera conegut com a dolly zoom, on una lent de zoom s'allunya mentre la càmera s'acosta al motiu, de tal manera que el motiu es manté amb la mateixa mida en el marc mentre el fons canvia de mida en comparació.Aquest efecte va ser popularitzat en les pel·lícules Vertigo i Jaws. Un altre exemple d'aquest efecte pot ser vist a la primera pel·lícula de El Senyor dels Anells, just abans que el Genet Negre arribi pel camí. El dolly el zoom és utilitzat crear un efecte de compressió del camí.